# (9946) 1990 ON2
A (9946) 1990 ON2 a Naprendszer kisbolygóövében található aszteroida. Henry Holt fedezte fel 1990. július 29-én.